# Кинг, Эдвард Джозеф
Э́двард Джо́зеф Кинг (англ. Edward Joseph King; 11 мая 1925, Челси, штат Массачусетс — 18 сентября 2006, Берлингтон, штат Массачусетс) — американский политический деятель, губернатор штата Массачусетс с 1979 по 1983 год.
Играл в американский футбол за команду «Buffalo Bills» в 1948—1949 годах во Всеамериканской футбольной конференции и в 1950 году за «Baltimore Colts» в Национальной футбольной лиге.
Эдвард Кинг сменил в 1979 году Майкла Дукакиса на посту губернатора, который, в свою очередь, сменил его на этом посту в 1983 году. В 1985 году изменил партийную принадлежность и перешёл из Демократической партии в Республиканскую.